# Rafael Moura
Rafael Moura, właśc. Rafael Martiniano de Miranda Moura (ur. 23 maja 1983 w Belo Horizonte) – brazylijski piłkarz, występujący na pozycji napastnika.

## Kariera klubowa
Rafael Moura rozpoczął piłkarską karierę w Clube Atlético Mineiro w 2003 roku. W Atlético Mineiro 13 lipca 2004 w zremisowanym 1-1 meczu z Vitórią Salvador zadebiutował w lidze brazylijskiej.
W latach 2004–2005 graczem Vitórii Salvador. W Vitórii 20 listopada 2004 w wygranym 2-0 meczu z Grêmio Porto Alegre Rafael Moura strzelił swoją pierwszą bramkę w lidze. W Vitórii zdobył swoje pierwsze trofeum w karierze – mistrzostwo stanu Bahia – Campeonato Baiano 2005. Drugą część roku spędził w Paysandu SC, w którym w 14 meczach strzelił 7 bramek, co zaowocowało transferem do Corinthians Paulista w 2006 roku.
W 2007 roku został zawodnikiem prowincjonalnego szwajcarskiego klubu FC Locarno, a de facto był własnością agencji menedżerskiej MSI. W 2007 roku został wypożyczony do Fluminense FC. Z Fluminense zdobył Copa do Brasil. W latach 2007–2008 był wypożyczony do francuskiego FC Lorient, lecz nie zdołał przebić się do podstawowego składu. Po powrocie do Brazylii został wypożyczony do Athletico Paranaense. Z Athletico Paranaense zdobył mistrzostwo stanu Parana – Campeonato Paranaense oraz z 14 bramkami był królem strzelców w 2009 roku. W 2010 roku Rafael Moura był zawodnikiem Goiás EC. Z Goiás spadł z ligi. W tym sezonie wystąpił w 25 spotkaniach, w których strzelił 9 bramek. Lepiej wiodło się Goiás w Copa Sudamericana 2010, gdzie dotarł do finału, gdzie uległ w rzutach karnych argentyńskiemu CA Independiente. Rafael Moura został z ośmioma bramkami (strzelił bramki w obu meczach finałowych) został królem strzelców tych rozgrywek.
Od stycznia 2011 jest ponownie zawodnikiem Fluminense FC. W nowych barwach Rafael Moura zadebiutował 6 lutego 2011 w przegranym 2-3 derbowym meczu ligi stanowej z Botafogo. Był to niezwykle udany debiut, gdyż w 30 i 44 min. zdobył bramki dla Flu. W sezonie 2011 He-Man rozegrał 25 meczów, w których strzelił 11 bramek. Mimo że był zmiennikiem Freda, Moura był drugim strzelcem drużyny. W 2012 Moura zdobył z Flu mistrzostwo stanu Rio de Janeiro – Campeonato Carioca (strzelił 5 bramek w 15 meczach). Jednak Moura wobec wysokiej formy Freda był żelaznym rezerwowym i coraz rzadziej, dlatego w 11 sierpnia 2012 zdecydował się odejść do SC Internacional. W barwach Colorado zadebiutował 17 sierpnia w przegranym 0-1 meczu z Corinthians. Dotychczas rozegrał w lidze brazylijskiej 134 mecze, których strzelił 44 bramki.
| Sezon   | Klub                 | Kraj     | Rozgrywki | Mecze | Bramki |
| ------- | -------------------- | -------- | --------- | ----- | ------ |
| 2004    | Atlético Mineiro     | Brazylia | Série A   | 1     | 0      |
| 2004    | EC Vitória           | Brazylia | Série A   | 4     | 1      |
| 2005    | Paysandu SC          | Brazylia | Série A   | 14    | 7      |
| 2006    | Corinthians Paulista | Brazylia | Série A   | 28    | 6      |
| 2007    | Fluminense FC        | Brazylia | Série A   | 4     | 0      |
| 2007/08 | FC Lorient           | Francja  | Ligue 1   | 2     | 0      |
| 2008    | Athletico Paranaense | Brazylia | Série A   | 12    | 7      |
| 2009    | Athletico Paranaense | Brazylia | Série A   | 13    | 1      |
| 2010    | Goiás EC             | Brazylia | Série A   | 25    | 9      |
| 2011    | Fluminense FC        | Brazylia | Série A   | 25    | 11     |
| 2012    | Fluminense FC        | Brazylia | Série A   | 3     | 0      |
| 2012    | SC Internacional     | Brazylia | Série A   | 14    | 2      |
| 2013    | SC Internacional     | Brazylia | Série A   | 17    | 3      |
| 2014    | SC Internacional     | Brazylia | Série A   | 26    | 8      |
| 2015    | SC Internacional     | Brazylia | Série A   | 21    | 1      |
| 2016    | Figueirense FC       | Brazylia | Série A   | 29    | 8      |
| 2017    | Atlético Mineiro     | Brazylia | Série A   | 26    | 4      |
| 2018    | América Mineiro      | Brazylia | Série A   | 27    | 7      |